# Municipalità di Port Stephens
La municipalità di Port Stephens è una Local Government Area che si trova nel Nuovo Galles del Sud. Essa si estende su una superficie di 979 chilometri quadrati e ha una popolazione di 67.825 abitanti. La sede del consiglio si trova a Raymond Terrace.